# Michael Petrasso
Michael Alexander Petrasso (Toronto, 9 de julho de 1995) é um futebolista do Canadá que atua como ponta-direita. Atualmente, joga pelo York9.[carece de fontes?]

## Carreira
Após defender Kleinburg Nobleton e Toronto FC nas categorias de base, Petrasso ingressou no sub-18 do Queens Park Rangers, que o emprestaria em novembro de 2013 para o Oldham Athletic, onde faria sua estreia profissional contra o Gillingham. Ele ainda foi emprestado para Coventry City, Leyton Orient e Notts County, jogando apenas 18 partidas e fazendo 4 gols em cada equipe. Reintegrado ao elenco principal do QPR em 2015, disputou 13 jogos como atleta do clube londrino, que o liberou em 2018 para assinar com o Montreal Impact, atuando em 14 partidas. No mesmo ano, foi emprestado ao Ottawa Fury, porém não entrou em campo nenhuma vez.
Em março de 2019, foi contratado pelo Valour FC para disputar a primeira edição da Canadian Premier League, estreando contra o Pacific FC, e o primeiro gol foi sobre o FC Edmonton. Em 18 jogos, Petrasso fez 6 gols no total. Em janeiro de 2020, assinou com o York9.

### Seleção do Canadá
Desde 2016, Petrasso defende a Seleção do Canadá, estreando num amistoso contra o Azerbaijão, que terminou empatado em 1 a 1. Pelos Canucks, integrou o elenco que disputou a Copa Ouro da CONCACAF de 2017, tendo atuado nas 4 partidas da campanha, encerrada após derrota por 2 a 1 para a Jamaica, nas quartas-de-final do torneio.